# Ženski odbojkaški klub Spartak Subotica
Lo Ženski odbojkaški klub Spartak Subotica è una società pallavolistica femminile serba, con sede a Subotica: milita nel campionato di Superliga.

## Storia
Lo Ženski Odbojkaški Klub Spartak Subotica nasce il 28 aprile 1945 e prende parte subito alla Prima Divisione jugoslava, piazzandosi per diverse volte sul podio. Nel 1954 il club retrocede, restando nelle serie minori fino al 1976, quando ottiene la promozione nella massima serie. Dal 1978, però, il club gioca nuovamente nel campionato cadetto, fino a quando, nel 1990, ottiene nuovamente la promozione nella massima serie. Dal ritorno in massima serie, il club gioca diverse finali, senza mai vincere alcun trofeo; tuttavia, i risultati in campionato permettono al club di prendere parte alle coppe europee, senza grandissimi risultati.

## Rosa 2013-2014
| N° | Nome                  | Ruolo | Data di nascita   | Nazionalità sportiva |
| -- | --------------------- | ----- | ----------------- | -------------------- |
| -  | Damir Petković        | All   | -                 | Serbia               |
| 1  | Dubravka Vukoja       | P     | 1996              | Serbia               |
| 3  | Sanja Memišević       | L     | 8 dicembre 1989   | Serbia               |
| 4  | Mirna Kovačević       | P     | 1999              | Serbia               |
| 5  | Aleksandra Cvetićanin | S     | 5 aprile 1993     | Serbia               |
| 8  | Jelena Vujčin         | S/O   | 1995              | Serbia               |
| 9  | Emilija Antanasijević | P     | 10 agosto 1994    | Serbia               |
| 10 | Sofija Medić          | C     | 10 gennaio 1991   | Serbia               |
| 12 | Tatjana Matić         | S     | 21 marzo 1989     | Serbia               |
| 13 | Doris Radakov         | S     | 1997              | Serbia               |
| 14 | Jelena Oluić          | S     | 15 gennaio 1994   | Serbia               |
| 15 | Ivana Mrdak           | C     | 15 settembre 1993 | Serbia               |
| 16 | Dragana Matić         | L     | 1992              | Serbia               |